# شاهزاده يحيى
شاهزاده يحيى أمير عثماني وهو ابن السلطان محمد الثالث بن مراد الثالث بن سليم الثاني بن سليمان القانوني (1585–1648) بمانيسا في تركيا. وتوفي بكوتور في الجبل الأسود.

## هروبه
بعد وفاة أبيه هرب إلى اليونان ومن ثم إلى بلغاريا وصولا للجبل الأسود وتحول إلى المسيحية الأرثودكسية. وغير اسمه بعد تحوله.

## زواجه
تزوج في سنة 1630م من آنا كاترينا

## أولاده
و زرق منها بولد وبنت
- موريس (مواليد 1635)
- إيلينا (مواليد 1638)

## الثقافة الشعبية
في المسلسل التلفزيوني "حريم السلطان:السلطانة كوسم" قام بيرك جانكات بدور الكسندر، في المسلسل يسميه إسكندر أو أليكس (يفترض أنه يصغر من ألسكندر الحقيقي)؛ في المسلسل لا ليس كونتًا أوروبيًا بل إنكشاري ثم أصبح آغا، لقد وقع في حب كوسم سلطان وخاصكي والزوجة الشرعية لأحمد الأول، لكنها لا ترد بالمثل على مشاعره، وقد قتله أخيرًا عندما حاول اغتصاب العرش من أبنائها.